# Sergej Babenko
Sergej Viktorovitsj Babenko (Russisch: Сергей Викторович Бабенко) (Oelan-Oede, 19 september 1961) is een voormalig basketbalspeler die speelde voor de nationale teams van de Sovjet-Unie en voor Estland. Hij heeft ook een Estisch paspoort.

## Carrière
Babenko begon zijn carrière bij Lokomotiv Chabarovsk. Hij stapte over naar Sjachtjor Donetsk. Hierna ging hij naar Kalev Tallinn. Met die club won hij het Landskampioenschap van de Sovjet-Unie in 1991. In 1992 verhuisde hij naar Ironi Ramat Gan in Israël. Vanaf 1994 speelde hij voor Dinamo Moskou. Met die club werd hij tweede om het Landskampioenschap van  Rusland in 1995. In 1995 stopte hij met basketbal.
Met de Sovjet-Unie won Babenko de zilveren medaille op het Europees kampioenschap in 1987. Met het Estland werd Babenko zesde op het Europees kampioenschap in 1993.

## Erelijst
- Landskampioen Sovjet-Unie: 1
  - Winnaar: 1991
- Landskampioen Rusland:
  - Tweede: 1995
- Europees kampioenschap:
  - Zilver: 1987